# Кинески музеј уметности
Кинески музеј уметности, такође познат као Кинеска палата уметности или под његовим првобитним именом, Шангајски музеј уметности, је музеј модерне кинеске уметности смештен у Пудонгу у Шангају. Музеј је смештен у бившем кинеском павиљону Експо 2010. То је један од највећих уметничких музеја у Азији.

## Историја
Претходник Кинеског уметничког музеја био је Шангајски музеј уметности, који је основан 1956. године у бившем ресторану на западном путу Нанђинг, а потпуно обновљен 1986. године. Дана 18. марта 2000. године, Шангајски уметнички музеј пресељен је у бившу зграду Шангајског тркачког клуба на Народном тргу, у којој је била смештена Шангајска библиотека до 1997. Пресељењем се његов изложбени простор повећао са 2.200 на 5.800 квадратних метара.
Шангај је био домаћин Експо 2010 манифестације од 1. маја до 31. октобра 2010. године, а Кинески павиљон је посетило близу 17 милиона посетилаца. Због своје популарности, Кинески павиљон је поново отворен још шест месеци након завршетка Шангајског сајма. Дана 13. новембра 2011. године, градска влада Шангаја најавила је да ће Кинески павиљон Експо 2010 постати нови дом Шангајског уметничког музеја и преименован је у Кинески музеј уметности, док ће павиљон Урбане будућности бити претворен у Музеј савремене уметности.
Кинески музеј уметности и Музеј савремене уметности отворени су 1. октобра 2012. године, на Национални дан Кине. Стари Шангајски уметнички музеј остао је отворен до 31. децембра 2012. године, примивши више од 12.000 посетилаца у последња два дана. Кинески уметнички музеј је више од десет пута већи од свог претходника.

## Архитектура
Изградња кинеског павиљона на шангајској изложби започела је 28. децембра 2007, а зграда је завршена 8. фебруара 2010. То је био најскупљи павиљон на Експо изложби, који је коштао око 220 милиона америчких долара. 63 метра високи павиљон, највиша грађевина на Експо изложби, назван је „Круна Истока“ због сличности са древном круном. Зграду је пројектовао тим који је водио архитекта Хи Џингтенг, надахнут кинеском конзолом званом доугонг, као и древним бронзаним котлом названим динг.

## Изложбе
Кинески музеј уметности има колекцију од око 14.000 уметничких дела, углавном кинеске модерне уметности.

### Порекло кинеске модерне и савремене уметности
„Светли месец излази из мора - порекло кинеске модерне и савремене уметности“ (海上 生 明月 - 中国 近 现代 美术 之 源) стална је изложба која бележи развој савремене и модерне кинеске уметности, почев од Шангајске школе на крају династије Ћинг. Подељен је на три периода (Ћинг, Република Кина и Народна Република Кина) и десет целина, покривајући два спрата са више од 6.000 уметничких дела. Кустос изложбе је Лу Фушенг (卢 辅 圣).

### Изложба запажених сликара
Изложба запажених сликара (名家 艺术 陈列 专 馆) стална је изложба која приказује дела неких од најпознатијих савремених кинеских уметника. У првој фази представљена су дела седам уметника: Хи Тиенџиен, Шеи Чилиу и Ченг Шифа из Шангајске школе; Лин Фенгмиан, Гуан Лианг и Ву Гуанчонг који су били пионири у мешању кинеског и западног уметничког стила; и Хуа Тиениу, оснивач модерне кинеске скулптуре.

### Уметност која представља историју и културу Шангаја
Ова изложба приказује уметничка дела створена за владин пројекат који подстиче уметничка дела која представљају историјски и културни развој Шангаја. Теме укључују људе, историјске догађаје, народне обичаје и архитектуру. Пројекат је трајао три године од 2010. до 2013.

### Кинеска уметност 21. века
„Живописна Кина - развој кинеске ликовне уметности у новом веку“ (锦绣 中华 - 行进 中 的 新 世纪 中国 美术) била је једногодишња изложба на којој су представљена уметничка дела 21. века која је створило више од 260 кинеских уметника. Била је подељена у пет целина. Изложба је завршена 30. септембра 2013.

### Посебне изложбе
У музеју се често одржавају посебне тематске изложбе. У својој првој години рада био је домаћин више од десетак посебних изложби, укључујући тајванску уметност, другу изложбу фотографије у Шангају, и Гистава Курбеа и Жан-Франсоа Мијеа из колекције париског музеја Орсе.

## Посета
Музеј се налази у Шангнан улици бр. 205 у Пудонгу, у Шангају. Има своју станицу на линији метроа 8 у Шангају. До њега се такође може доћи помоћу више од десетак аутобуских линија.
Улаз је бесплатан, осим за посебне изложбе, које коштају 20 јуана. Музеј је затворен понедељком, осим државних празника. У првој години свог рада, кинески уметнички музеј примио је скоро 2 милиона посетилаца.

## Галерија
- Анимација базирана на историјској кинеској слици Дуж реке
- Скулптура Тао Шингсија
- Скулптура воза
- Ни Ар и Тиан Хан, уље.
- Скулптура полицајца